# Plagiothecium herzogii
Plagiothecium herzogii là một loài rêu trong họ Plagiotheciaceae. Loài này được Thér. mô tả khoa học đầu tiên năm 1932.